# Verbandpäckchen

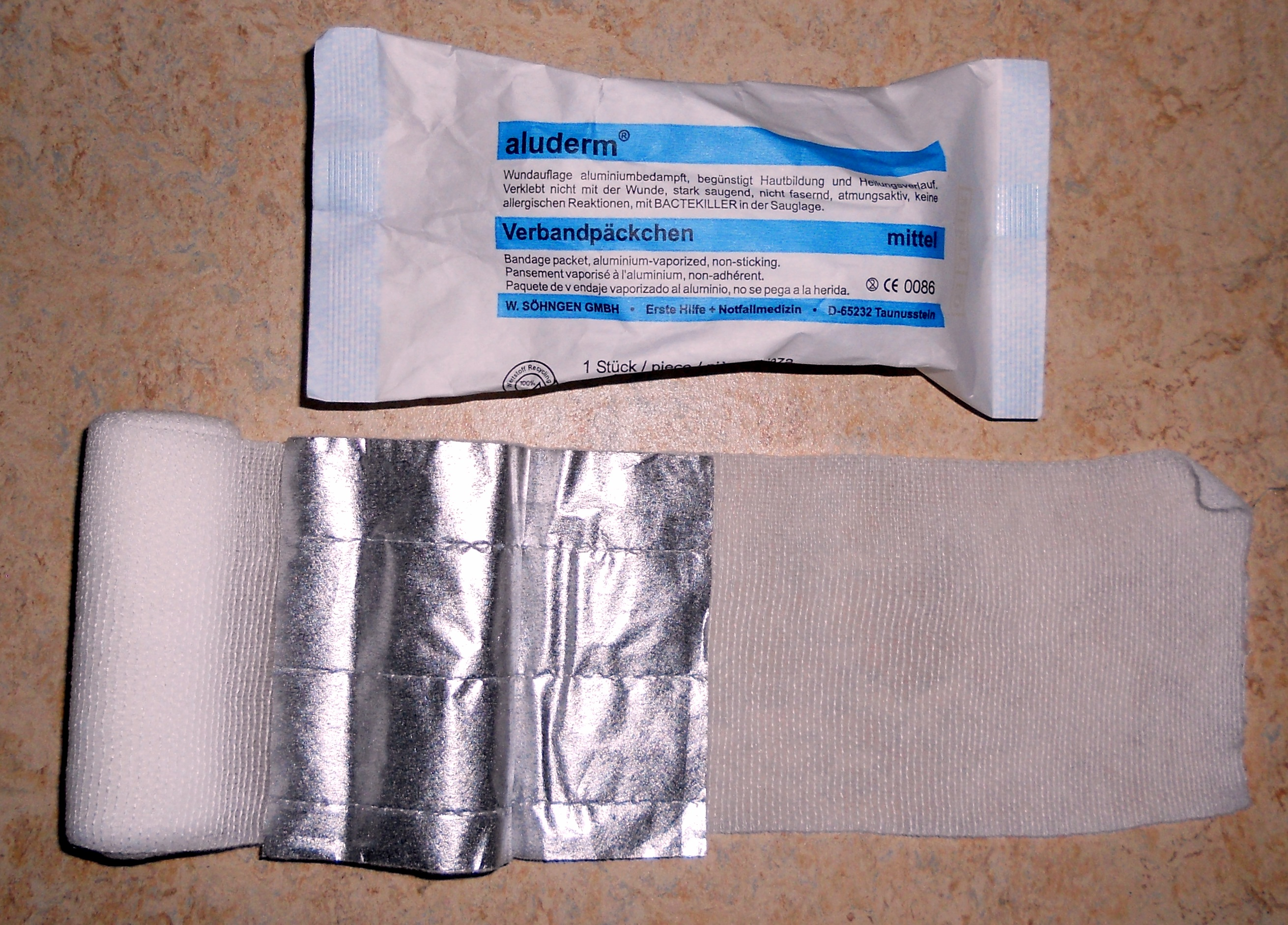
Verbandpäckchen mit aluminisierter Wundauflage in steril verpacktem (oben) und geöffnetem Zustand (unten)

Ein Verbandpäckchen (auch Verbandspäckchen oder Momentverband genannt) ist ein Verbandmittel, bei dem eine Wundauflage mit einer Fixierung (Mullbinde, Idealbinde, Fixierbinde, Fixierschlaufen) fest verbunden ist. Es dient zur schnellen Erstversorgung von mittelgroßen Wunden. Sterile Dreiecktücher und Verbandtücher mit integrierter Fixierung in einer Spezialverpackung werden im wehrmedizinischen Bereich auch als Verbandpäckchen bezeichnet.
Es ist steril verpackt, zu erkennen an dem aufgedruckten Sterilsymbol nach DIN EN ISO 15223. Zusätzlich ist mit einer stilisierten Sanduhr das Verfalldatum angegeben, bis zu dem der Artikel sicher verwendet werden kann. Darum sollen diese Artikel nur innerhalb dieser Ablauffrist benutzt werden.
Im Gegensatz zur Mullbinde kann das Verbandpäckchen mit seiner Wundauflage direkt zur Wundversorgung benutzt werden. Verschlossen wird es mit einem Pflasterstreifen, einer Verbandklammer oder notfalls mit einem Knoten.
Verbandpäckchen sind in Deutschland in der DIN 13151 genormt. Größen sind
- „Verbandpäckchen klein“ mit einer Wundauflage 60 × 80 mm und 3 m Länge.
- „Verbandpäckchen mittel“ mit einer Wundauflage 80 × 100 mm und 4 m Länge.
- „Verbandpäckchen groß“ mit einer Wundauflage 100 × 120 mm und 4 m Länge.

Sie sind zum Beispiel laut DIN 13164 vorgeschriebener Bestandteil des Kfz-Verbandkasten, laut DIN 13157 vorgeschriebener Bestandteil des sogenannten kleine Betriebsverbandkasten und laut DIN 13169 vorgeschriebener Bestandteil des sogenannten großer Betriebsverbandkasten.

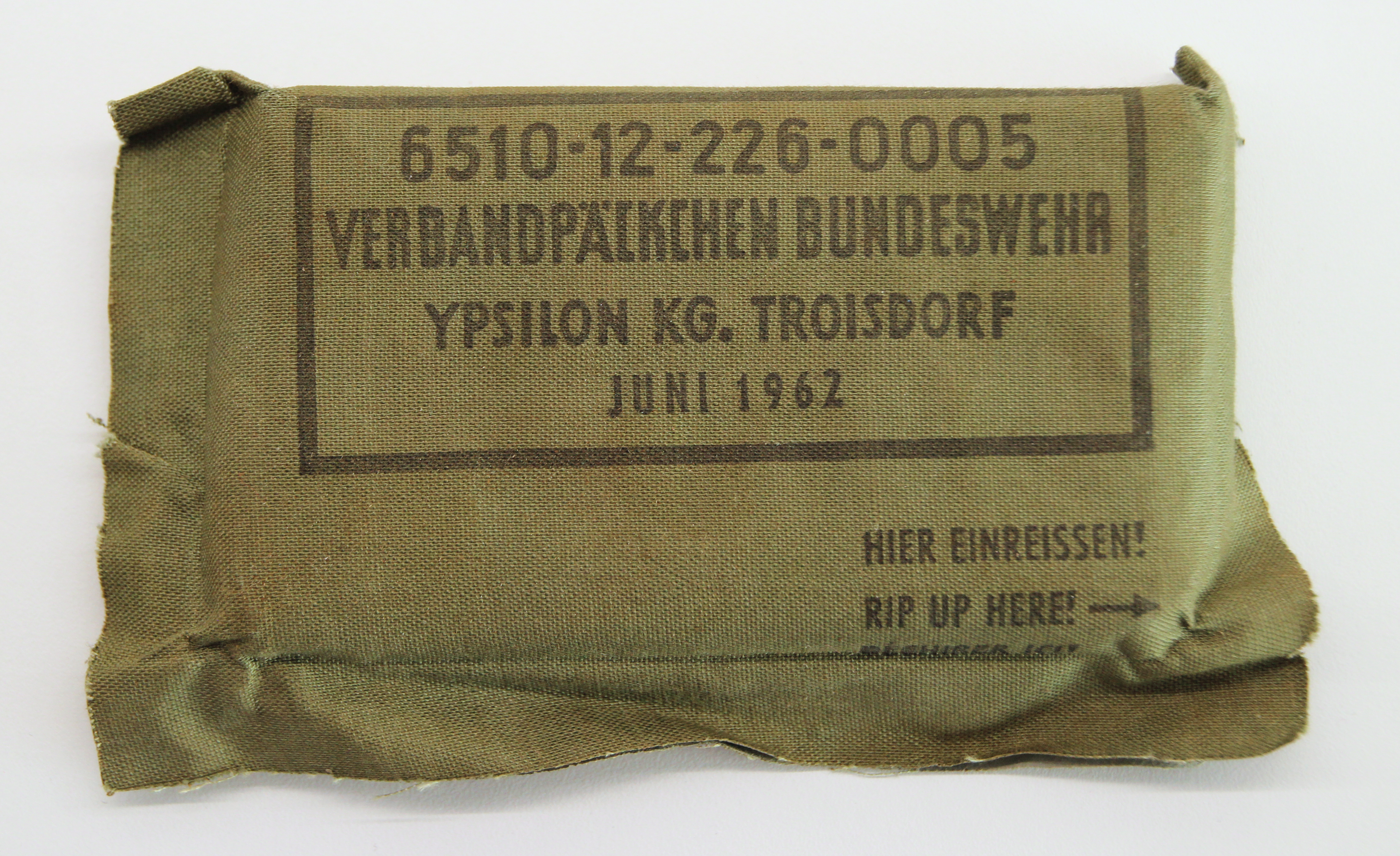
Verbandpäckchen der Bundeswehr aus dem Jahr 1962

Verbandpäckchen, erfunden von Friedrich Esmarch zur Mitgabe an jeden Soldaten beim Kampfeinsatz und nach dessen Vorschrift 1879 bereits ein dreieckiges Tuch, zwei antiseptische Ballen Salicylwatte bzw. -jute in Pergament eingewickelt enthaltend, waren unter dieser Bezeichnung bereits Anfang des 20. Jahrhunderts bekannt und gehörten zum Beispiel zur Sanitätsausrüstung für Soldaten. Der Chirurg Ernst von Bergmann gab auch die mit Quecksilber(II)-chlorid (Sublimat) hergestellte Sublimatgaze als Bestand der Verbandpäckchen deutscher Soldaten an. Bundeswehr-Verbandpäckchen enthielten zeitweise, im Gegensatz zu zivilen Verbandpäckchen, zwei Wundauflagen auf der Bandage, um mit einem Verband gleichzeitig eine Eintritts- und eine Austrittswunde abdecken zu können. Neuere Verbandpäckchen erlauben es, die Wundauflagen aufzuklappen, um so eine doppelt so lange Wundauflage zu erhalten.